# Forbund for den Polske Krone
Forbund for den polske krone (KKP) er et polsk monarkistisk politisk parti. Partiet "kæmper for Polens gavn, sikre den polske stats suverænitet, forsvare Polens katolske tro, sikre at polske familier er velstående og hjælper med at forme det sociale liv baseret på principperne i den latinske civilisation." 
Partiet er indgået i en koalition med KORWiN og National Bevægelse ved navn Forbund for Frihed og Uafhængighed. Partiet vandt 1 sæde til parlamentsvalget 2019 i Polen.
Partiets formand Grzegorz Braun var en kandidat til Forbund for frihed og uafhængigheds primærvalg men tabte til Krzysztof Bosak fra National Bevægelse.

## Valgresultater
| År                                                                          | Stemmer   | %     | Grad | Sæder   |
| --------------------------------------------------------------------------- | --------- | ----- | ---- | ------- |
| 2019                                                                        | 1,256,953 | 6.81% | 5.   | 1 / 460 |
| Som en del af Forbund for Frihed og Uafhængighed, som vandt 11 sæder i alt. |           |       |      |         |